# لارش فيلدفيك
لارش فيلدفيك (بالهولندية: Lars Veldwijk) (مواليد 21 أغسطس 1991) هو لاعب كرة قدم هولندي يجيد اللعب في مركز الهجوم ، ويلعب حاليًا لنادي نوتينغهام فورست الإنجليزي بعد انتهاء إعارته لفريق زفوله الهولندي في 30 يونيو 2016.
وكان اللاعب هداف الدوري الهولندي الدرجة الأولى 2013–2014 برصيد 30 هدفًا مع فريق إكسلسيور.

## روابط خارجية
- لارش فيلدفيك على موقع دوري كوريا الجنوبية (الإنجليزية)
- لارش فيلدفيك على موقع قاعدة بيانات كرة القدم.إي يو (الإنجليزية)
- لارش فيلدفيك على موقع ناشيونال فوتبول تيمز (الإنجليزية)
- لارش فيلدفيك على موقع Soccerbase.com (لاعب) (الإنجليزية)
- لارش فيلدفيك على موقع Soccerway.com (الإنجليزية)
- لارش فيلدفيك على موقع عالم كرة القدم.نت (الإنجليزية)

- Lars Veldwijk